# Ilona Wiśniewska
Ilona Wiśniewska (ur. 1981) – polska reportażystka, fotografka i autorka książek.

## Życiorys i twórczość
Ukończyła studia polonistyczne na Uniwersytecie Wrocławskim. Od 2010 mieszka w północnej Norwegii. Przed pierwszym wyjazdem do Norwegii na Spitsbergen pracowała jako fotoedytorka. Współpracuje z Tygodnikiem Polityka i Dużym Formatem. W swoich książkach opisuje życie na Spitsbergenie, w północnej Norwegii oraz na Grenlandii. W 2017 podczas pracy nad książką „Lud. Z grenlandzkiej wyspy” przez trzy miesiące pracowała jako wolontariuszka w grenlandzkim domu dziecka.
Członkini Unii Literackiej.
Jest fotografką. Jej mężem był Birger Amundsen.

## Nagrody i wyróżnienia
Za książkę „Białe. Zimna wyspa Spitsbergen” otrzymała tytuł Kobiety Roku 2015 i nagrodę im. Teresy Torańskiej.
W 2017 otrzymała nagrodę „Traveler” przyznawaną przez National Geographic w kategorii „Podróżnicza książka roku” za książkę „Hen. Na północy Norwegii”. Za tę książkę była nominowana też do nagrody Nagrody im. Beaty Pawlak (2018).
W 2018 została nominowana do nagrody „Newsweeka” im. Teresy Torańskiej w kategorii „Najlepsza książka 2018” za książkę „Lud. Z grenlandzkiej wyspy”. Za tę książkę była nominowana też do nagrody MediaTory oraz Nagrody im. Beaty Pawlak (2019).
W 2019 otrzymała nagrodę „Kryształowa Karta Polskiego Reportażu” za książkę „Lud. Z grenlandzkiej wyspy”. W tym samym roku otrzymała również nagrodę „Złotej sowy” przyznawanej przez Klub Inteligencji Polskiej w Wiedniu twórcom, którzy propagują polską kulturę poza granicami Polski oraz nominację do Nagrody im. Ryszarda Kapuścińskiego.
W 2022 była nominowana do Nagrody im. Beaty Pawlak. W tym samym roku otrzymała nagrodę Grand Press w kategorii „Książka Reporterska Roku” za reportaż „Migot. Z krańca Grenlandii”.
W 2023 roku jej książka Przyjaciel Północy (współautor Mariusz Andryszczyk) otrzymała nominację do Nagrody im. Ferdynanda Wspaniałego.

## Publikacje
- Białe. Zimna wyspa Spitsbergen (Wyd. Czarne, 2014)
- Hen. Na północy Norwegii (Wyd. Czarne, 2016)
- Lud. Z grenlandzkiej wyspy (Wyd. Czarne, 2018)
- Migot. Z krańca Grenlandii (Wyd. Czarne, 2022)
- Przyjaciel Północy (Wyd. Wydawnictwo Agora dla dzieci, 2022)